# Lorenzo de Brindis
San Lorenzo de Brindis O.F.M.Cap. (nacido Giulio Cesare Russi, Brindis, 22 de julio de 1559-Lisboa, 22 de julio de 1619) es un santo de la Iglesia católica y miembro de la orden de los Hermanos Menores Capuchinos, es Doctor de la Iglesia desde 1959.

## Juventud y formación
Fue hijo de comerciantes venecianos, Guglielmo Russi (o de Rossi) y de Elisabetta Masella, radicados en esa localidad portuaria de la Apulia, donde quedó pronto huérfano de padre. 
A los 14 años entra en los Franciscanos conventuales de su ciudad natal, pero ha de salir, al encontrarse la ciudad amenazada por los turcos. Se refugia con su madre en Venecia. 
El 17 de febrero de 1575 ingresa en los capuchinos de Verona. Estudia a fondo la Sagrada Escritura en la Universidad de Padua y adquiere un conocimiento de idiomas poco corriente: hablaba, además de latín, español e italiano, francés, alemán, griego, siríaco y hebreo.

## Predicador
Lorenzo fue ordenado sacerdote en 1583, e inició una extraordinaria labor como predicador. Su doble preocupación fue la lucha contra el protestantismo y contra los turcos. Él repetía: «Dios me ha llamado a ser franciscano para la conversión de los pecadores y de los herejes». 
Y en efecto, predicó de manera incesante en Italia, Hungría, Bohemia, Bélgica, Suiza, Alemania, Francia, España y Portugal. Apoyado por los jesuitas, desarrolló una admirable labor en la Europa central y sembró de conventos franciscanos gran parte de las naciones en las que había predicado. Enviado en 1599 a Austria, al frente de un grupo de religiosos, estableció conventos en Viena, Graz y Praga. En Praga sus predicaciones conmovieron la opinión pública y provocaron la reacción de los protestantes, que solicitaron del emperador Rodolfo II su expulsión.

## Obra teológica

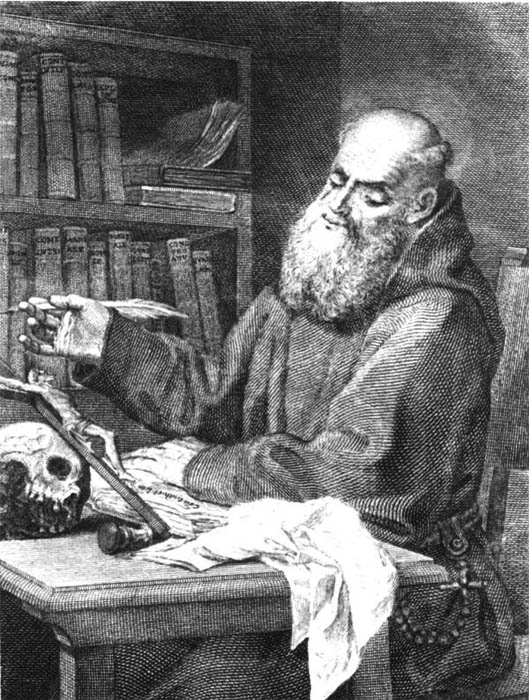
San Lorenzo de Brindis en un grabado del.

### Sermones
Aparte de su admirable predicación por toda Europa, Lorenzo dejó una multitud de obras, entre ellas más de 800 sermones, que ocupan 11 de los 15 volúmenes de sus obras completas. Constituyen un admirable ejemplo de lo que modernamente se ha llamado teología kerigmática, y esta manera de exponer las verdades eternas le sitúa en la línea de clásica actividad pastoral de los Santos Padres y de los grandes doctores obispos. Destaca en especial su admirable Mariología, de una claridad de conceptos verdaderamente extraordinaria.

### Pro conversión de los judíos
Encontramos también reflejada en su obra literaria la actividad que desarrolló en pro de la conversión de los judíos, cuando por encargo de Clemente VIII predicó durante tres años a los judíos de Roma. Estas tareas y la enseñanza de la Sagrada Escritura a los religiosos de su Orden, juntamente con su conocimiento del hebreo, arameo y caldeo, le permiten mostrarse como espléndido exégeta en su Explanatio in Genesim. Uniendo una sana filosofía con profundos conocimientos teológicos, trata de manera magistral todas las cuestiones referentes a Dios creador, a sus atributos, a los ángeles, a la naturaleza y composición del hombre, a la institución matrimonial, etc.

### Contra los protestantes
También se refleja en su obra literaria el admirable apostolado antiprotestante que desarrolló. 
En Praga tuvo una disputa con el luterano Policarpo Leiser, teólogo, escritor y predicador de la corte del príncipe elector de Sajonia. Reflejo de aquella disputa es la Lutheranismi hypotyposis (3 vol.), manual práctico de apología de la fe católica y confutación de la interpretación protestante. 
El vigor de la dialéctica teológica está sostenido por la exactitud del estudioso, que se informa sobre la génesis histórica y doctrinal del protestantismo directamente: en la literatura y en los símbolos protestantes, en una cuarentena de autores reformados, sin excluir los manuscritos y los libelos, además de las obras de Lutero. En esta empresa defensiva y confirmativa al mismo tiempo, característica de una época, la Contrarreforma, en la que la controversia adquirió tanta importancia, Lorenzo emula, con acentuación polémica, la acción de Pedro Canisio, y simplifica, para el uso ministerial, el método escolástico de las Disputationes de Roberto Belarmino. 
La proclamación de Lorenzo como Doctor de la Iglesia es la confirmación de tan excelente magisterio. Pero se tiene la convicción de que todavía ocultan los archivos europeos muchos documentos interesantes que podrán dar luz sobre su actividad doctrinal antiprotestante.

## Actividad política
Hacía falta también un animador espiritual en la lucha contra los turcos, que golpeaban las puertas del Imperio. Clemente VIII envió a Lorenzo al emperador Rodolfo II, «seguro de que él sólo valdría lo que un ejército» y, en efecto, Lorenzo fue el brazo derecho del príncipe Felipe Manuel de Lorena, que consiguió en 1601 la liberación de la ciudad húngara de Székesfehérvár (Alba Regia) en una gran victoria contra la masa de cerca de 80.000 turcos, capitaneados por Mohamed III, que se aprestaba a invadir Estiria y amenazaba conquistar Austria, invadiendo desde allí Italia y Europa entera. Lorenzo escribió una preciosa crónica de campaña y aunque ocultase en ella en parte sus rasgos de valor, capitanes y soldados le aclamaron como el principal autor de la batalla. No cabe la menor duda de que el santo pudo practicar en aquella ocasión, con un ejército tan cosmopolita, su conocimiento de idiomas. Lo cierto es que resultó un magnífico capellán militar.
Fue también Ministro general de su Orden (1602-1605), con una actuación sumamente brillante. En este cargo, como en todos los demás (Ministro provincial, Comisario general, etc.), se mantuvo siempre sencillo y afable, típicamente franciscano. Rechazaba los honores con la mayor naturalidad. Permaneció siempre fiel a su costumbre de dormir sobre tablas, levantarse durante la noche para salmodiar, ayunar con frecuencia a pan y verdura, disciplinarse duramente y, sobre todo, meditar con asiduidad los sufrimientos de Cristo.

## Muerte y sucesos posteriores
Se encontraba en Lisboa, tratando con Felipe III de España la causa de los napolitanos oprimidos por el virrey Pedro Téllez-Girón, duque de Osuna, cuando el 21 de julio de 1619 le sobrevino su muerte. Su cuerpo fue llevado al Convento de la Anunciada, de monjas clarisas, de Villafranca del Bierzo (provincia de León), donde es venerado. Su sepulcro fue profanado en 1808 por las tropas francesas que ocuparon la ciudad durante la Guerra de la Independencia Española.

## Beatificación, canonización y Doctor de la Iglesia
Fue beatificado por Pío VI en 1783 y canonizado por León XIII en 1881. Juan XXIII le otorgó el título de Doctor de la Iglesia con el nombre de Doctor Apostolicus por el Breve «Celsitudo ex humilitate» de 19 de marzo de 1959. Su fiesta se celebra el 21 de julio.